# 努西亚的本笃
努西亚的聖本篤（Saint Benedict of Nursia；480年3月2日—547年3月21日），又译圣本尼狄克或聖本德，意大利天主教隱修士，本笃会的会祖。他被誉为西方隱修制度的始祖，于1220年被封为圣人。
本篤在意大利拉齐奥州苏比阿科（罗马以东约65公里（40英里））的苏比阿科建立了12个修士团体，后迁往意大利南部山区的卡西諾山。聖本篤修會的出現是更晚的事，而且不是一般人所理解的「修會」，而只是一個由各自治團體組成的鬆散聯合。
本篤的主要成就是他的《聖本篤準則》，其中包含了一套供修士们遵守的规则。它深受约翰-卡西安的著作的影响，並显示出与《大师规则》（Rule of the Master）強烈的相似性；但它也有一种独特的平衡、适度和理性的精神（ἐπιείκεια，epieíkeia），使得整个中世纪成立的大多数基督教宗教团体采用它。因此，他的《教规》成为西方基督宗教中最具影响力的宗教规则之一。
因此，朱塞佩-卡莱蒂将本篤视为西方基督教修道院的创始人。

## 生平

### 早年
本笃出生于努西亚（今日的诺尔恰，Norcia）的一个罗马贵族家庭。
他有一个双胞胎妹妹Scholastica。
大约20岁的时候，他放弃学业和离家出走。
在经历一段深刻的爱情和学习文理、领悟到贵族子弟同伴们放荡不羁没有意义的生活后，他在青年时赴罗马读书。
因社会风气不好或不喜欢大城市，他于是离开罗马，目的似乎不是为了隐修。
他带着他的老奶妈仆人，他们在恩菲德Enfide（据推测是今日的阿弗莱Affile）定居下来。

### 隐修
该地位于辛布鲁尼山（Simbruini）距离罗马40英里，距离苏比亚科约2英里。
自恩菲德通过一个狭窄阴暗的山谷的入口，穿山可以直接通往苏比亚科。
沿这条路爬山顺峡谷的一侧可以陡峭地爬升直到到达一个山洞，山顶上的山峰现在几乎垂直上升；而在右边则是悬崖峭壁。
悬崖下方150米处是一片湖水。
洞穴有一个三角形的大洞口，深约十英尺。
本笃在该路上遇到了苏比亚科的罗曼努斯僧侣。
两人讨论许久后，
罗曼努斯建议本笃在山洞停留并隐修。
本笃同意并在湖边的这个山洞里住了3年，不为人知。
根据教宗格里高利一世的记载，罗曼努斯供应了本笃生活和修习所需的方方面面。
若干年后，本笃不再是一个主裡的幼童，成為了屬神的成人。

### 修士群体
在这三年的独居生活中，只有偶尔与外界的交流和罗曼努斯的来访，使本笃在思想和性格、对自己和同胞的认识上都变得成熟了，同时，他不仅为周围的人所熟知，而且得到了他们的尊重、不断有人前来请教灵修事务。
当时维可瓦罗的一个隐修院，院长去世后，无人替理。众修士遂请本笃去主理院务。本笃了解修道院的生活和纪律，知道 "他们的行为方式与他的不同，因此他们永远不会达成一致：但最终，他还是在他们的恳求下，同意了"。
但因其严厉的院规而遭修士不容。修士們起意謀害他。
他們指派修士手持毒酒請他祝福，當聖本篤抬手在杯上劃十字聖號時，酒杯竟立即破裂粉碎。
此次事件後，他離開了这个修院，回到苏皮亚的洞窟。
附近住着一个叫弗洛伦提斯的牧者，他被嫉妒所感染，竟想毁了他。他想用毒面包毒死他。当他为面包祈求祝福的时候，一只乌鸦冲进来，把面包拿走了。从这时起，他的神迹似乎变得频繁，许多人被他的圣洁和品格所吸引，来到苏比亚科，接受他的指导。在给他送毒面包失败后，弗洛伦提乌斯试图用一些妓女来引诱他的修士。
在此事之后，大约是530年，本笃离开了苏比亚科。期间由於許多失志隱修的志士前來求教，他欣然地收留他們，把他們分組成小型的靈修團體。其後本篤依此形式在苏皮亚陸續建立了十二座隱修院。
529年，本笃在罗马和那不勒斯之间的卡西诺山顶感化当时信奉异教的民众，捣毁其神庙，并在神庙遗址上创建修道院（Monte Cassino）（该修院曾在二战期間被炸毁，於戰後重建)。
本篤於529年在卡西諾山的會院中以拉丁文撰寫《聖本篤準則》，平衡了敬虔的追求靈命及兼顧人性的軟弱。会规十分严厉，重视体力劳动，但反对过分的形式上的苦修。這部本篤會規奠定了西方隱修生活的模式，他因此被尊為「西方隱修始祖」。他是西方修道主義的改革者。他的修道院規條合乎中庸之道。修道生活著重祈禱、工作與研讀。其制度為義大利、英國、德國及法國等地的修道院所遵行。

### 过世
547年3月21日，他的双胞胎妹妹圣思嘉去世后不久，他因发热而去世。
他与他妹妹同葬在卡西诺山上。
1964年，他被教宗保禄六世封为欧洲的主保聖人。1980年，教宗若望保禄二世宣布他与西里尔圣人和美多德圣人共同成为欧洲的主保聖人。
在1970年以前的《羅馬聖人曆》中，他的慶日是3月21日。
但因为此日常和四旬期疊合，所以1969年羅馬聖人曆的修订将他的慶日移到了7月11日。东正教会在3月14日纪念圣本笃。英国圣公会没有統一的聖人曆，但每个教省都編有各自的圣人历，而几乎所有教省的圣人历都是在7月11日纪念圣本笃。

## 聖本篤會規
本笃会修士的生活以《聖本篤會規》為圭臬。每個人沒有任何理由隨心己欲做事。院長，應該要帶頭過敬拜的生活，恪守規條，成為修士們的榜樣。所做的每一件事均直接向天主負責。會規內容包括：
- 勸誡：若有弟兄不照會規行事，讓他按著主的戒律私底下由他的上司記警告兩次。並沒有改進，則在大庭廣眾之前加以申斥。若他不知錯，而實際有犯錯，則施以體罰。若他知所犯的錯之嚴重性而不肯悔改，則應以開除教籍。
- 彼此服事：修士在生活中，工作輪流彼此服事，每一件應做之事不能以任何理由逃避。尤其是廚房的事。以實質的食物獲得，讓修士可以沒有過重的負擔、或負面的心態服事他的弟兄。
- 用餐秩序：用餐時要完全安靜，除了讀經的聲音外，不能發出任何聲音，必要時用手語。
- 持物原則：睡眠的用品一組就夠。生活必需品一律由院長分發，不可以持有院長分發物品以外的東西。不許擁有私人財物。 院長會時常檢查床舖，若查到時加以嚴厲處罰。
- 照顧病弱：身體健康時，少洗澡。但當生病時，享有洗澡特權，隨時可洗。平時戒吃肉，但生病時，則可吃肉。肉是給病人及弱者食用。當病情好轉時，應和平常一樣戒肉。
- 重視學習及睡眠：每年11月1日至復活節，在晚上第八個時辰起床。休息比平常多一點。保持好睡眠品質。晚禱後，多出來的時間，用於學習。
- 時間安排：一天七次的讚美時候如下：早禱、第一時辰、第三時辰、第六時辰、第九時辰、晚禱、夜禱。在固定時間勞動、閱讀聖經。
- 硬體建設：修道院盡量建設得完備，使修士生活起居都滿足於修道院。
- 事主學校：訓練服事天主的人走窄門，幫助願意事奉主的人走在主心意中服事主。

## 遗迹

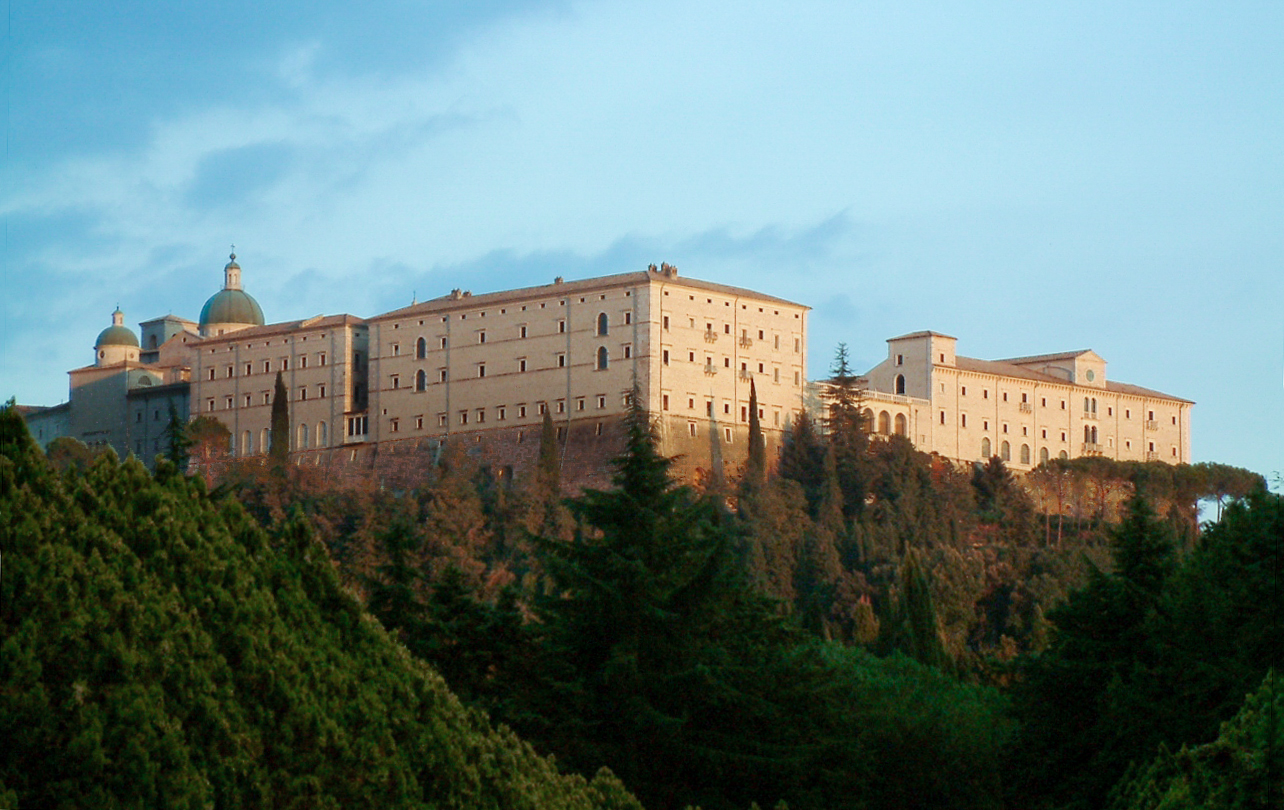
卡西諾山隱修院

聖本篤和他妹妹聖思嘉的墓地位於現今卡西诺山上本笃會隱修院大殿的地窖，即大殿主祭台的正下方。
1400年代，在聖本篤和聖思嘉的出生地上建起了一座大教堂。从教堂下面挖掘出了他们的家宅遗址，并保存了下来。2016年10月30日的地震彻底摧毁了大教堂的结构，只剩下正面的外墙和祭坛屹立不倒。

## 评价
聖本笃本人言行一致，受人尊敬。并相传他在世时显过很多神迹，例如预言未来等。
早期的中世纪被称为 "本笃会世纪"。2008年4月，教皇本笃十六世讨论了圣本笃对西欧的影响。教宗说，"圣本笃以他的生活和工作对欧洲文明和文化的发展产生了根本性的影响"，帮助欧洲从罗马帝国灭亡后的 "历史黑夜 "中走出来。
聖本笃对西方隱修主义的兴起贡献最大。他的《规则》是中世纪数以千计的宗教团体的基础性文件。
时至今日，《圣本笃规则》在1400多年后的今天，仍是修院和僧侣们最常用和影响最大的规则。
今天，本笃会由两个分支代表：本笃会联合会和熙篤会。
聖本笃的影响在欧洲产生了 "真正的精神发酵"，在接下来的几十年里，他的追随者遍布整个欧洲大陆，建立了一个以基督教信仰为基础的新的文化统一体。
1964年10月24日，教宗保禄六世往訪本篤會時宣佈他為歐洲的主保聖人，讚揚聖本篤「是和平統一的使者，西方文明的大師，尤其是信仰的先鋒和西歐隱修生活的始祖。」 赞扬了他对天主教和欧洲文化的伟大贡献。